# Malgolo
Malgolo (Nones Màlgol, deutsch veraltet Malgoll, Malgold) ist eine Fraktion der italienischen Gemeinde (comune) Romeno in der Provinz Trient, Region Trentino-Südtirol.

## Lage
Der Ort liegt im unteren Nonstal, etwa 43 Kilometer nördlich von Trient. Nachbarorte sind Salter im Osten, Casez im Westen, Sanzeno im Südwesten und Romeno im Nordosten.

## Geschichte
Der Weiler Malgolo wurde bereits Ende des 13. Jahrhunderts urkundlich erwähnt. In einem Teilungsvertrag der Nachkommen der Coredo-Valer von ca. 1342 ist auch erstmals das dortige Schloss unterhalb des Ortes als „manus de Malgullo“ belegt, damals noch als Hube oder Hof eines Notares Boninsegna von Piano inkl. dessen Frau, der es als Lehen der Herren von Coredo innehatte. Laut Urkunde vom 10. Februar 1425 erhielten die Brüder Anton und Gerhard Concin, Söhne des Notares Heinrich von Casez die Freiung für einen Turm mit Wald, Wiesen inkl. Garten in der Nähe von Malgolo genannt „zum Thurm“, wie sie der Vorbesitzer Nikolaus, Sohn des Notares Paul von Fondo, auf Grund seiner adligen Vorrechte besessen hatte. Darauf gewährte der Bischof von Trient Alexander den Brüdern Schutz. Malgolo verblieb im Eigentum der Familie Concini. Im Diplom vom 12. Dezember 1469 gestatte Kaiser Maximilian I. Niklas Concin das heimgefallene Wappen der völlig erloschenen Herren von Malgolo seinem eigenen beizufügen und das Schloss Malgolo Schloss Concin nennen zu dürfen. Bischof Bernhard von Cles bestätigte am 11. September 1534 Jakob Concin die alten Privilegien. Seine Tochter Bona von Malgolo heiratete den bischöflichen Rat und kaiserlichen Milizhauptmann Pantaleone von Leone. Am 12. Dezember 1569 bestätigte man ihr und ihren Nachkommen die Freiung ihres Edelsitzes. Am 20. Juni 1633 wurde das Privileg für den bischöflichen Kämmerer Bonifaz Betta von Malgolo erneuert.
Die früher eigenständige Gemeinde Salter-Malgolo gehörte Anfang des 19. Jahrhunderts zum Landgerichtsbezirk Cles.

## Sehenswürdigkeiten

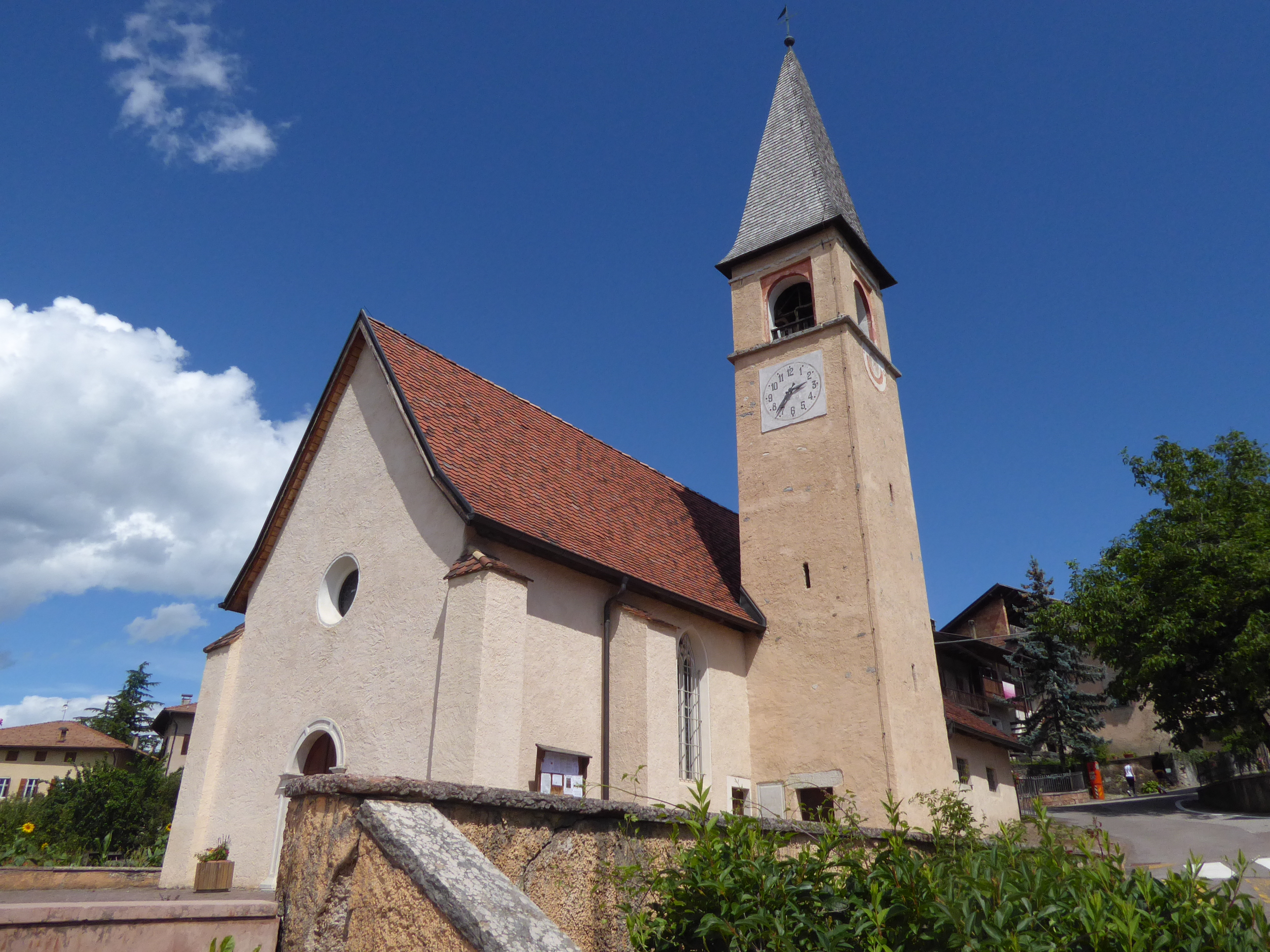
Kirche Santo Stefano
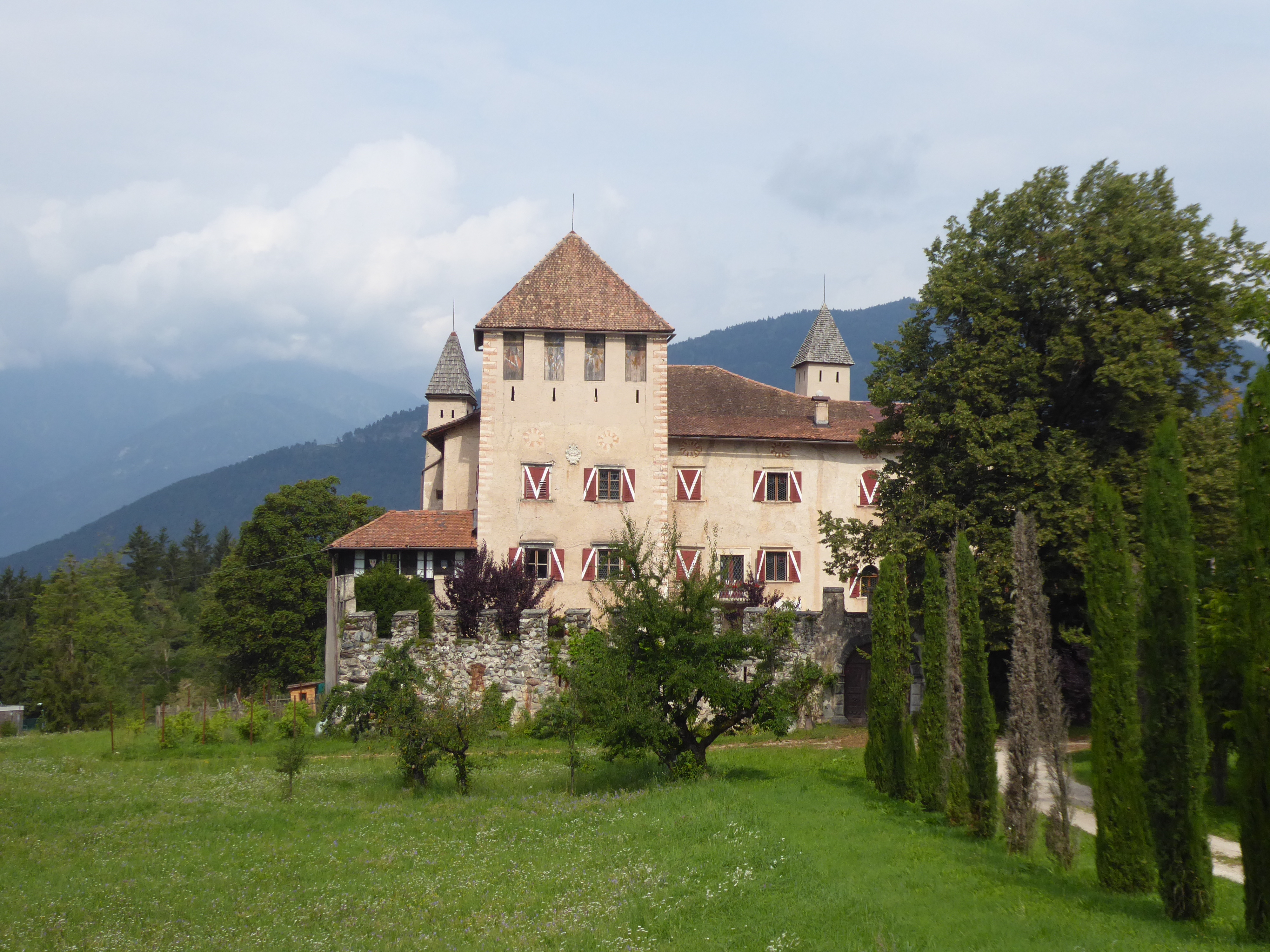
Castel Malgolo
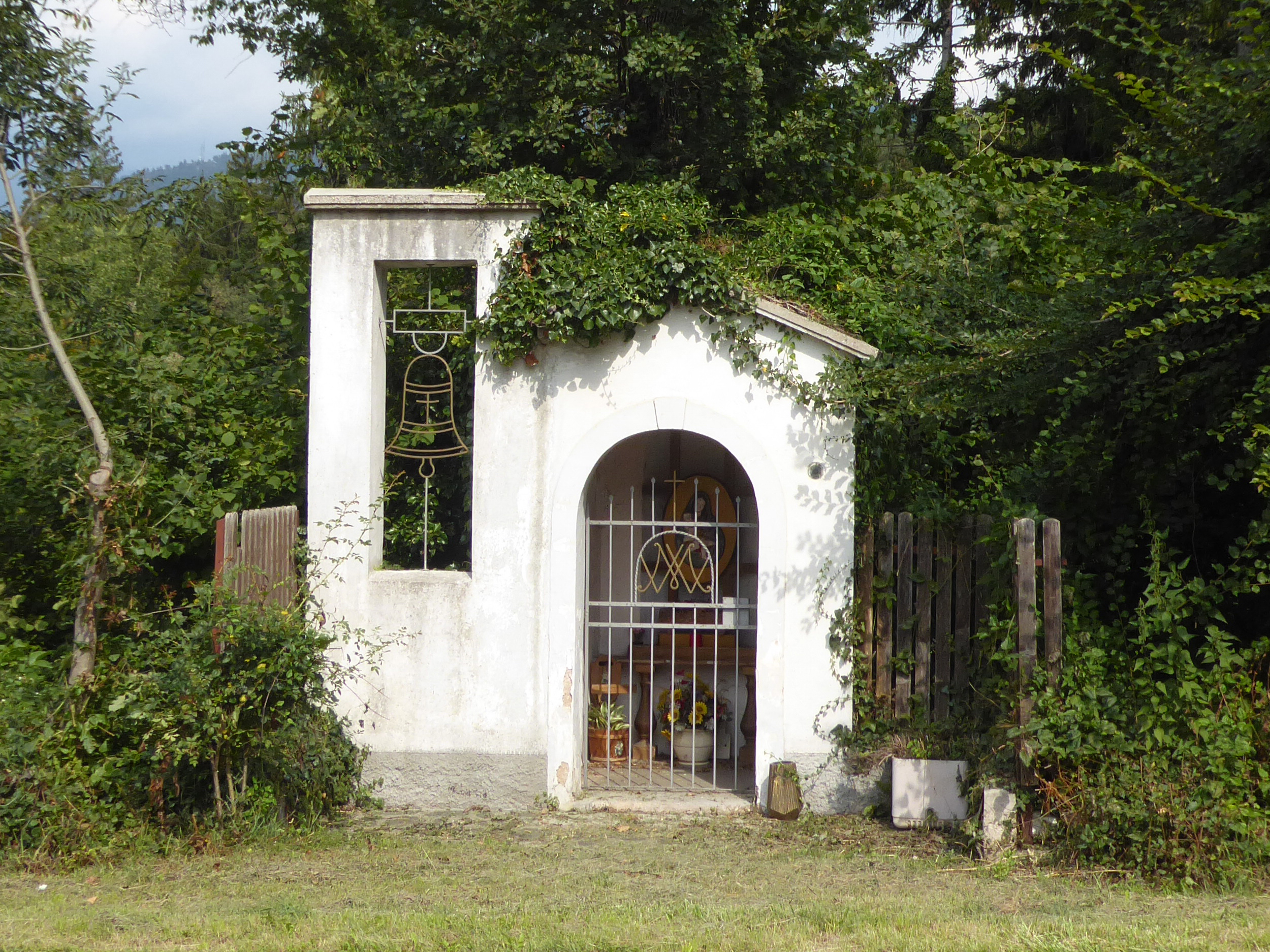
Votivkapelle

- Kirche Santo Stefano
- Castel Malgolo
- Votivkapelle